# Passage Giboin
Le passage Giboin est un passage couvert de Vichy, en France.

## Description
Le passage Giboin relie les rues du Président Wilson (près du casino) et Georges Clemenceau (en face de l'esplanade de l'église Saint-Louis), dans le centre de Vichy. Il s'agit d'un petit passage piéton à vocation commerciale, d'une cinquantaine de mètres de long, recouvert d'une verrière reposant sur une charpente métallique.

## Historique
En 1877, lors du développement de la station thermale de Vichy, Raymond Giboin rachète le grand hôtel Mombrun, situé à proximité du casino. Le passage qui porte son nom est construit en 1888 à l'emplacement du jardin de l'hôtel, sur les plans de l'architecte Antoine Percilly.